# Хеттих, Георг
Георг Хеттих (нем. Georg Hettich, род. 12 октября 1978 года в Фуртвангене) — известный немецкий двоеборец, Олимпийский чемпион, призёр чемпионатов мира. 
В Кубке мира Хеттих дебютировал в 2000 году, в январе 2009 года одержал свою единственную победу на этапе Кубка мира, в командных соревнованиях. Кроме победы на сегодняшний момент имеет 15 попаданий в тройку лучших на этапах Кубка мира, из них 11 в личных соревнованиях и 4 в командных. Лучшим достижением в итоговом зачёте Кубка мира для Хеттиха являются 6-е места в сезонах 2002-03 и 2005-06.
На Олимпиаде-2002 в Солт-Лейк-Сити завоевал серебро в командных соревнованиях, кроме того в индивидуальной гонке занял 34-е место.
На Олимпиаде-2006 в Турине завоевал полный комплект наград, золото в индивидуальной гонке, серебро в командных соревнованиях и бронзу в спринте.
На Олимпиаде-2010 в Ванкувере стал 24-м в соревнованиях с большого трамплина + 10 км.
За свою карьеру участвовал в пяти чемпионатах мира, на которых завоевал две серебряные медали.
По окончании сезона 2009-10 Хеттих объявил о завершении профессиональной карьеры. 